# Achelia anomala
Achelia anomala là một loài nhện biển trong họ Ammotheidae. Loài này thuộc chi Achelia. Achelia anomala được miêu tả khoa học năm 1974 bởi Arnaud.